# Чемпионат Европы по фехтованию 2009
Чемпионат Европы по фехтованию 2009 года прошёл с 14 по 19 июля в Пловдиве (Болгария). Поединков за третье место в индивидуальном первенстве не проводилось; бронзовые медали получали оба спортсмена, проигравшие полуфинальные бои.

## Общий медальный зачёт
| Место | Страна         | Золото | Серебро | Бронза | Всего |
| ----- | -------------- | ------ | ------- | ------ | ----- |
| 1     | Италия         | 5      | 0       | 4      | 9     |
| 2     | Германия       | 2      | 1       | 3      | 6     |
| 3     | Украина        | 2      | 0       | 2      | 4     |
| 4     | Россия         | 1      | 5       | 0      | 6     |
| 5     | Румыния        | 1      | 1       | 0      | 2     |
| 6     | Венгрия        | 1      | 0       | 2      | 3     |
| 7     | Франция        | 0      | 2       | 5      | 7     |
| 8     | Великобритания | 0      | 1       | 1      | 2     |
| 8     | Швейцария      | 0      | 1       | 1      | 2     |
| 9     | Польша         | 0      | 1       | 0      | 1     |
| Всего | Всего          | 12     | 12      | 18     | 42    |

## Медалисты

### Мужчины
| Дисциплина                  | Золото                                                                         | Серебро                                                                            | Бронза                                                                                 |
| --------------------------- | ------------------------------------------------------------------------------ | ---------------------------------------------------------------------------------- | -------------------------------------------------------------------------------------- |
| Шпага Личное первенство     | Свен Шмид                                                                      | Ульриш Робери                                                                      | Готье Грюмье Габор Боцко                                                               |
| Шпага Командное первенство  | Венгрия · Габор Боцко · Геза Имре · Андраш Редли · Петер Шомфай                | Швейцария · Макс Хайнцер · Фабиан Каутер · Михель Каутер · Беньямин Штеффен        | Италия · Диего Конфалоньери · Франческо Мартинелли · Альфредо Рота · Маттео Тальяриоль |
| Рапира Личное первенство    | Андреа Бальдини                                                                | Ричард Крюз                                                                        | Лоренс Холстед Андре Весселс                                                           |
| Рапира Командное первенство | Италия · Андреа Бальдини · Стефано Баррера · Андреа Кассара · Симоне Ванни     | Россия · Реналь Ганеев · Алексей Хованский · Артём Седов · Александр Стукалин      | Германия · Себастьян Бахман · Доминик Бер · Петер Йоппих · Бенджамин Кляйбринк         |
| Сабля Личное первенство     | Вениамин Решетников                                                            | Жюльен Пийе                                                                        | жампьеро Пасторе Бьёрн Хюбнер                                                          |
| Сабля Командное первенство  | Италия · Альдо Монтано · Диего Оккьюцци · Джампьеро Пасторе · Луиджи Тарантино | Румыния · Рареш Думитреску · Космин Ханчяну · Александру Сирицяну · Флорин Заломир | Франция · Венсан Анстетт · Боладе Апити · Николя Лопес · Жюльен Пийе                   |

### Женщины
| Дисциплина                  | Золото                                                                               | Серебро                                                                                     | Бронза                                                                  |
| --------------------------- | ------------------------------------------------------------------------------------ | ------------------------------------------------------------------------------------------- | ----------------------------------------------------------------------- |
| Шпага Личное первенство     | Бритта Хайдеман                                                                      | Анна Сивкова                                                                                | Яна Шемякина Лора Флессель                                              |
| Шпага Командное первенство  | Румыния · Симона Герман · Ана Мария Брынзэ · Юлиана Мэчешяну · Анка Мэрою            | Польша · Малгожата Береза · Данута Дмовская-Анджеюк · Магдалена Пекарска · Малгожата Строка | Швейцария · Элеонора Эвекос · Тиффани Жеруд · Софи Ламон · Симоне Наэф  |
| Рапира Личное первенство    | Валентина Веццали                                                                    | Катя Вехтер                                                                                 | Габриэлла Варга Арианна Эрриго                                          |
| Рапира Командное первенство | Италия · Элиза Ди Франчиска · Валентина Веццали · Илария Сальватори · Арианна Эрриго | Россия · Юлия Бирюкова · Аида Шанаева · Камилла Гафурзянова · Ольга Лобынцева               | Франция · Астрид Гюйар · Корен Майтрежан · Мелани Мума · Виржини Ужлаки |
| Сабля Личное первенство     | Ольга Харлан                                                                         | Екатерина Дьяченко                                                                          | Солен Мари Галина Пундик                                                |
| Сабля Командное первенство  | Украина · Ольга Харлан · Елена Хомровая · Галина Пундик · Ольга Жовнир               | Россия · Екатерина Дьяченко · Юлия Гаврилова · Светлана Кормилицына · Софья Великая         | Италия · Илария Бьянко · Джойя Марцокка · Ливия Станьи · Ирене Векки    |